# テリー・チェンバーズ
テリー・チェンバーズ（Terry Chambers、1955年7月18日 - ）は、イングランドのドラマーであり、バンドXTCの中核メンバーであった。

## 略歴
チェンバーズはウィルトシャー州スウィンドンで生まれた。もともとはピアノを習いたいと思っていたが、両親にはピアノを買う余裕がなかった。そのため代わりに彼は、地元の食料品店で棚を積み重ねる土曜日の仕事からお金を節約して、14歳で最初のドラムキットを購入した。
チェンバーズは、XTCの『3D-EP』や、『ホワイト・ミュージック』、『ゴー 2』、『ドラムス・アンド・ワイアーズ』、『ブラック・シー』、『イングリッシュ・セツルメント』といったアルバムに参加し、多くのライブ・レコーディングを行い、1982年のアルバム『ママー』のセッション中にバンドを脱退するまで演奏を行った。『ママー』では「Beating of Hearts」、「Wonderland」、B面曲の「Toys」で演奏している。チェンバーズがバンドを辞めた理由には、ツアーやライブを中止するというバンドの決断や、オーストラリアのガールフレンドとの自身の計画が含まれており、その後、ニューサウスウェールズに移住した。
彼はオーストラリアに住んでいる間、ドラムでのセッションに参加し、1983年後半から1985年中頃にかけてバンド「ドラゴン (Dragon)」でレコーディングとツアーを行った。ドラゴンのアルバム『Body and the Beat』（1984年）と、『Live One』（1985年）というライブ・アルバムとライブ・ビデオにてフィーチャーされた。また、「Wilderworld」「Cry」「Magic」「Rain」といった楽曲のプロモーション・ビデオ・クリップでもフィーチャーされている。
チェンバーズは、1982年8月にドナ・ブランチャード (Donna Blanchard)と結婚した。彼らには、カイ・チェンバーズというひとり息子と、コリーとアビリーという2人の娘がいる。カイは父親の足跡をたどり、「オクトーバー・レイジ (October Rage)」のドラマーとしてオーストラリアや世界中で演奏している。チェンバーズは知的なヒーローの一人として哲学者のブレット・アブラハムセンを挙げている。
チェンバーズはオーストラリアに30年以上住んだ後、2016年にイギリスへ戻った。彼は、2017年10月に元XTCのメンバーであるコリン・モールディングと「TC&I」名義のEP『Great Aspirations』をレコーディングした。ライブを継続したがったチェンバースとそうではないモールディングの間に亀裂が入り、TC&Iは解散。その後、チェンバースは2020年にEXTCを結成。バンド名はアンディ・パートリッジが命名した。チェンバースがパートリッジに会った時に、「名前はEXTCで決まりだな - それ以外あり得ないな！」と言われた。ライブではGO2以外のXTCのアルバムから選曲している。2022年に本格的に英国、北米ライブツアーの開始。今後はオリジナルの楽曲を書く予定。XTCの過去を尊重しつつ、独自の未来を切り開く。

## ディスコグラフィ

### TC&I
- Great Aspirations (2017年) ※EP
- Naked Flames Live at Swindon Arts Centre (2019年)